# Gil González de Ávila
Gil González de Ávila (Ávila, c. 1570 – Ávila, 25 de abril de 1658) foi um historiógrafo espanhol, cronista de Castela e das Índias, nos tempos de Filipe IV.

## Biografia
Ele nasceu e morreu em Ávila. Passou sua infância em Roma, onde foi educado na residência do cardeal Pedro de Deza. Retornou à Espanha, quando tinha vinte anos de idade e estabeleceu-se em Salamanca. Foi chamado a Madri e nomeado historiógrafo da Coroa de Castela em 1612, e das Índias em 1641.
De suas numerosas obras, a mais valiosa é seu Teatro de las Grandezas des Madrid (Madri, 1623), e seu Teatro Eclesiastico, descritivo das igrejas e catedrais metropolitanas de Castela, com a biografia dos prelados (Madri, 1645-1653, 4 volumes).

## Obras
Entre suas obras se destacam:
- «Vida y hechos del maestro Don Alonso Tostado de Madrigal, Obispo de Avila» (em espanhol)
- «Compendio histórico de las vidas de los gloriosos San Juan de Mata y San Félix de Valois» (em espanhol). ;
- «Historia de las antigüedades de la ciudad de Salamanca» (em espanhol). ;
- «Teatro eclesiástico de las iglesias metropolitanas y catedrales de los reinos de las dos Castillas» (em espanhol). ;
- «Teatro eclesiástico de la primitiva iglesia de las Indias Occidentales» (em espanhol). ;
- «Teatro de las grandezas de la villa de Madrid» (em espanhol). ;
- «Historia de la vida y hechos del rey don Henrique Tercero de Castilla» (em espanhol). ;
- «Historia de la vida y hechos del inclito monarca, amado y santo D. Felipe Tercero» (em espanhol)